# Llista d'asteroides/210601-210700
| Nom      | Designació provisional | Data de descobriment   | Lloc de descobriment | Descobridor/s          |
| -------- | ---------------------- | ---------------------- | -------------------- | ---------------------- |
| 210601 - | 2000 AJ4               | 3 de gener de 2000     | Kitt Peak            | Spacewatch             |
| 210602 - | 2000 AO21              | 3 de gener de 2000     | Socorro              | LINEAR                 |
| 210603 - | 2000 AD48              | 4 de gener de 2000     | Grasslands           | J. E. McGaha           |
| 210604 - | 2000 AW68              | 5 de gener de 2000     | Socorro              | LINEAR                 |
| 210605 - | 2000 AD79              | 5 de gener de 2000     | Socorro              | LINEAR                 |
| 210606 - | 2000 AB82              | 5 de gener de 2000     | Socorro              | LINEAR                 |
| 210607 - | 2000 AF115             | 5 de gener de 2000     | Socorro              | LINEAR                 |
| 210608 - | 2000 AC230             | 3 de gener de 2000     | Socorro              | LINEAR                 |
| 210609 - | 2000 AF238             | 6 de gener de 2000     | Socorro              | LINEAR                 |
| 210610 - | 2000 BQ9               | 26 de gener de 2000    | Kitt Peak            | Spacewatch             |
| 210611 - | 2000 BH20              | 26 de gener de 2000    | Kitt Peak            | Spacewatch             |
| 210612 - | 2000 CD8               | 2 de febrer de 2000    | Socorro              | LINEAR                 |
| 210613 - | 2000 CO78              | 8 de febrer de 2000    | Kitt Peak            | Spacewatch             |
| 210614 - | 2000 CK81              | 4 de febrer de 2000    | Socorro              | LINEAR                 |
| 210615 - | 2000 DW8               | 26 de febrer de 2000   | Kitt Peak            | Spacewatch             |
| 210616 - | 2000 DO24              | 29 de febrer de 2000   | Socorro              | LINEAR                 |
| 210617 - | 2000 DG33              | 29 de febrer de 2000   | Socorro              | LINEAR                 |
| 210618 - | 2000 DN45              | 29 de febrer de 2000   | Socorro              | LINEAR                 |
| 210619 - | 2000 DQ55              | 29 de febrer de 2000   | Socorro              | LINEAR                 |
| 210620 - | 2000 DJ115             | 27 de febrer de 2000   | Kitt Peak            | Spacewatch             |
| 210621 - | 2000 EB16              | 3 de març de 2000      | Kitt Peak            | Spacewatch             |
| 210622 - | 2000 EB18              | 4 de març de 2000      | Socorro              | LINEAR                 |
| 210623 - | 2000 EN28              | 4 de març de 2000      | Socorro              | LINEAR                 |
| 210624 - | 2000 EX43              | 8 de març de 2000      | Socorro              | LINEAR                 |
| 210625 - | 2000 EC94              | 9 de març de 2000      | Socorro              | LINEAR                 |
| 210626 - | 2000 ET100             | 12 de març de 2000     | Kitt Peak            | Spacewatch             |
| 210627 - | 2000 EC102             | 14 de març de 2000     | Kitt Peak            | Spacewatch             |
| 210628 - | 2000 EG150             | 5 de març de 2000      | Haleakala            | NEAT                   |
| 210629 - | 2000 EQ153             | 6 de març de 2000      | Haleakala            | NEAT                   |
| 210630 - | 2000 EJ163             | 3 de març de 2000      | Socorro              | LINEAR                 |
| 210631 - | 2000 EZ199             | 1 de març de 2000      | Catalina             | CSS                    |
| 210632 - | 2000 FF33              | 29 de març de 2000     | Socorro              | LINEAR                 |
| 210633 - | 2000 FK41              | 29 de març de 2000     | Socorro              | LINEAR                 |
| 210634 - | 2000 FM47              | 29 de març de 2000     | Socorro              | LINEAR                 |
| 210635 - | 2000 GQ7               | 4 d'abril de 2000      | Anderson Mesa        | LONEOS                 |
| 210636 - | 2000 GT12              | 5 d'abril de 2000      | Socorro              | LINEAR                 |
| 210637 - | 2000 GL16              | 5 d'abril de 2000      | Socorro              | LINEAR                 |
| 210638 - | 2000 GT31              | 5 d'abril de 2000      | Socorro              | LINEAR                 |
| 210639 - | 2000 GU50              | 5 d'abril de 2000      | Socorro              | LINEAR                 |
| 210640 - | 2000 GW61              | 5 d'abril de 2000      | Socorro              | LINEAR                 |
| 210641 - | 2000 GA116             | 8 d'abril de 2000      | Socorro              | LINEAR                 |
| 210642 - | 2000 GL137             | 14 d'abril de 2000     | Prescott             | P. G. Comba            |
| 210643 - | 2000 GM151             | 5 d'abril de 2000      | Socorro              | LINEAR                 |
| 210644 - | 2000 HS10              | 27 d'abril de 2000     | Socorro              | LINEAR                 |
| 210645 - | 2000 HH20              | 29 d'abril de 2000     | Kitt Peak            | Spacewatch             |
| 210646 - | 2000 HM23              | 30 d'abril de 2000     | Socorro              | LINEAR                 |
| 210647 - | 2000 HZ61              | 25 d'abril de 2000     | Anderson Mesa        | LONEOS                 |
| 210648 - | 2000 HL75              | 27 d'abril de 2000     | Socorro              | LINEAR                 |
| 210649 - | 2000 HG80              | 28 d'abril de 2000     | Anderson Mesa        | LONEOS                 |
| 210650 - | 2000 JO6               | 4 de maig de 2000      | Socorro              | LINEAR                 |
| 210651 - | 2000 JX7               | 5 de maig de 2000      | Kitt Peak            | Spacewatch             |
| 210652 - | 2000 JL83              | 6 de maig de 2000      | Kitt Peak            | Spacewatch             |
| 210653 - | 2000 KX8               | 28 de maig de 2000     | Socorro              | LINEAR                 |
| 210654 - | 2000 KS13              | 28 de maig de 2000     | Socorro              | LINEAR                 |
| 210655 - | 2000 NQ7               | 4 de juliol de 2000    | Kitt Peak            | Spacewatch             |
| 210656 - | 2000 OA23              | 23 de juliol de 2000   | Socorro              | LINEAR                 |
| 210657 - | 2000 OL34              | 30 de juliol de 2000   | Socorro              | LINEAR                 |
| 210658 - | 2000 PQ21              | 1 d'agost de 2000      | Socorro              | LINEAR                 |
| 210659 - | 2000 QG11              | 24 d'agost de 2000     | Socorro              | LINEAR                 |
| 210660 - | 2000 QG23              | 25 d'agost de 2000     | Socorro              | LINEAR                 |
| 210661 - | 2000 QG26              | 26 d'agost de 2000     | Ondřejov             | P. Kušnirák, P. Pravec |
| 210662 - | 2000 QU31              | 26 d'agost de 2000     | Socorro              | LINEAR                 |
| 210663 - | 2000 QS66              | 28 d'agost de 2000     | Socorro              | LINEAR                 |
| 210664 - | 2000 QB68              | 28 d'agost de 2000     | Socorro              | LINEAR                 |
| 210665 - | 2000 QG83              | 24 d'agost de 2000     | Socorro              | LINEAR                 |
| 210666 - | 2000 QW94              | 26 d'agost de 2000     | Socorro              | LINEAR                 |
| 210667 - | 2000 QG100             | 28 d'agost de 2000     | Socorro              | LINEAR                 |
| 210668 - | 2000 QS100             | 28 d'agost de 2000     | Socorro              | LINEAR                 |
| 210669 - | 2000 QK117             | 28 d'agost de 2000     | Socorro              | LINEAR                 |
| 210670 - | 2000 QW166             | 31 d'agost de 2000     | Socorro              | LINEAR                 |
| 210671 - | 2000 QR172             | 31 d'agost de 2000     | Socorro              | LINEAR                 |
| 210672 - | 2000 QZ188             | 26 d'agost de 2000     | Socorro              | LINEAR                 |
| 210673 - | 2000 QQ198             | 29 d'agost de 2000     | Socorro              | LINEAR                 |
| 210674 - | 2000 QO205             | 31 d'agost de 2000     | Socorro              | LINEAR                 |
| 210675 - | 2000 QF213             | 31 d'agost de 2000     | Socorro              | LINEAR                 |
| 210676 - | 2000 QB217             | 31 d'agost de 2000     | Socorro              | LINEAR                 |
| 210677 - | 2000 RB4               | 1 de setembre de 2000  | Socorro              | LINEAR                 |
| 210678 - | 2000 RK37              | 3 de setembre de 2000  | Socorro              | LINEAR                 |
| 210679 - | 2000 RV40              | 3 de setembre de 2000  | Socorro              | LINEAR                 |
| 210680 - | 2000 RK64              | 1 de setembre de 2000  | Socorro              | LINEAR                 |
| 210681 - | 2000 RD74              | 2 de setembre de 2000  | Socorro              | LINEAR                 |
| 210682 - | 2000 RQ78              | 8 de setembre de 2000  | Kitt Peak            | Spacewatch             |
| 210683 - | 2000 RL85              | 2 de setembre de 2000  | Anderson Mesa        | LONEOS                 |
| 210684 - | 2000 RX91              | 3 de setembre de 2000  | Socorro              | LINEAR                 |
| 210685 - | 2000 RE92              | 3 de setembre de 2000  | Socorro              | LINEAR                 |
| 210686 - | 2000 RR107             | 3 de setembre de 2000  | Apache Point         | SDSS                   |
| 210687 - | 2000 SO                | 19 de setembre de 2000 | Kitt Peak            | Spacewatch             |
| 210688 - | 2000 SZ26              | 23 de setembre de 2000 | Socorro              | LINEAR                 |
| 210689 - | 2000 SG30              | 24 de setembre de 2000 | Socorro              | LINEAR                 |
| 210690 - | 2000 SV38              | 24 de setembre de 2000 | Socorro              | LINEAR                 |
| 210691 - | 2000 SB59              | 24 de setembre de 2000 | Socorro              | LINEAR                 |
| 210692 - | 2000 SU60              | 24 de setembre de 2000 | Socorro              | LINEAR                 |
| 210693 - | 2000 SV60              | 24 de setembre de 2000 | Socorro              | LINEAR                 |
| 210694 - | 2000 SK62              | 24 de setembre de 2000 | Socorro              | LINEAR                 |
| 210695 - | 2000 SY74              | 24 de setembre de 2000 | Socorro              | LINEAR                 |
| 210696 - | 2000 SD78              | 24 de setembre de 2000 | Socorro              | LINEAR                 |
| 210697 - | 2000 SQ80              | 24 de setembre de 2000 | Socorro              | LINEAR                 |
| 210698 - | 2000 SM94              | 23 de setembre de 2000 | Socorro              | LINEAR                 |
| 210699 - | 2000 SX101             | 24 de setembre de 2000 | Socorro              | LINEAR                 |
| 210700 - | 2000 SQ105             | 24 de setembre de 2000 | Socorro              | LINEAR                 |